# Interlaken (New York)
Interlaken è un villaggio degli Stati Uniti d'America, situato nello stato di New York, nella contea di Seneca.